# Arvid Johan Spaldencreutz
Arvid Johan Spaldencreutz, född 31 augusti 1782 i Ringarums församling, Östergötlands län, död 27 mars 1828 i Höreda församling, Jönköpings län, var en svensk vitterhetsidkare, son till Johan Adolf Spaldencreutz.

## Biografi
Genom arv efter föräldrarna ekonomiskt oberoende sökte och innehade Spaldencreutz aldrig någon plats i statens tjänst, förutom att han någon tid tjänstgjorde vid hovet och där utnämndes till kammarherre. 
Han deltog såsom riddarhusledamot i åtskilliga riksmöten och räknades till den unga oppositionen samt var vid 1812 års riksdag en av få som med kraft uppträdde mot
indragningsmaktens införande. 
I vår litteraturhistoria och hos bokkännare har han förvärvat ett slags namnkunnighet, mindre genom sina arbeten än genom det sätt varpå han lät dessa komma i dagen. 
På ett litet handtryckeri, som han hade på sin egendom Gusum, satte och tryckte han själv små upplagor av sina skrifter, såväl original som översättningar. De är därför ytterst sällsynta och dyrbara. 

### Familj
Spaldencreutz gifte sig 24 juni 1805 med Maria Catharina Skragge (1785–1877). Hon var dotter till doktorn Nils Skragge och Carin Bundsen. De fick tillsammans barnen Carin Spaldencreutz (1808–1857) som var gift medresetullinspektören Fredrik Crona, Maria Spaldencreutz (1810–1812) och Amalia Spaldencreutz (1812–1901) som var gift med underlöjtnanten Vilhelm Henrik Djurberg och majoren Pontus Reuterswärd.